# Little Witch Academia: Chamber of Time
Little Witch Academia: Chamber of Time (リトルウィッチアカデミア 時の魔法と七不思議?, Little Witch Academia: Toki no Mahō to Nana Fushigi) è un videogioco action RPG sviluppato da A + Games e pubblicato da Bandai Namco Entertainment, basato sul franchise anime Little Witch Academia.